# Louis Douret
 (mars 2025).
Motif : Sources centrées et neutres ? Notoriété encyclopédique ?
- Archive Wikiwix
- Bing
- Cairn
- DuckDuckGo
- E. Universalis
- Gallica
- Google
- G. Books
- G. News
- G. Scholar
- Persée
- Qwant
- (zh) Baidu
- (ru) Yandex
- (wd) trouver des œuvres sur Wikidata

| 1. | Préciser le motif de la pose du bandeau. | Précisez le motif de la pose du bandeau en utilisant la syntaxe suivante : {{admissibilité à vérifier\|date=mars 2025\|motif=remplacez ce texte par le motif}}                    |
| 2. | Informer les utilisateurs concernés.     | Pensez à avertir le créateur de l'article, par exemple, en insérant le code ci-dessous sur sa page de discussion : {{subst:avertissement admissibilité à vérifier\|Louis Douret}} |

 (mars 2025).
 (mars 2025).
Louis Douret, né à Saint-Josse-ten-Noode le 15 septembre 1868, est un architecte actif à Bruxelles à l'époque Art nouveau.
Il a construit dans les communes bruxelloises plusieurs maisons plutôt de style éclectique, avec façades en brique et polychromées.
Le 27 mai 1903, il épousa à Bruxelles Alphonsine Ramaekers, née à Liège le 8 juillet 1882, domiciliée à Bruxelles, rue Archimède, 10.

## Quelques constructions
- 1899 : rue Washington (actuels 62-64), maison et atelier de ferronnerie de style éclectique, pour le propriétaire A. Boulanger, ferronnier d'art et de construction. Avec ornements en sgraffites par Gabriel Van Dievoet : marguerites.
- 1910 : maison avec façade polychrome et en brique, rue Victor Jacobs, 3, à Etterbeek (Bruxelles)
- 1910 : idem, rue Victor Jacobs, 5, à Etterbeek (Bruxelles).

## Sources
- Inventaire architectural de la région de Bruxelles capitale[réf. nécessaire].